# Kirchenchor

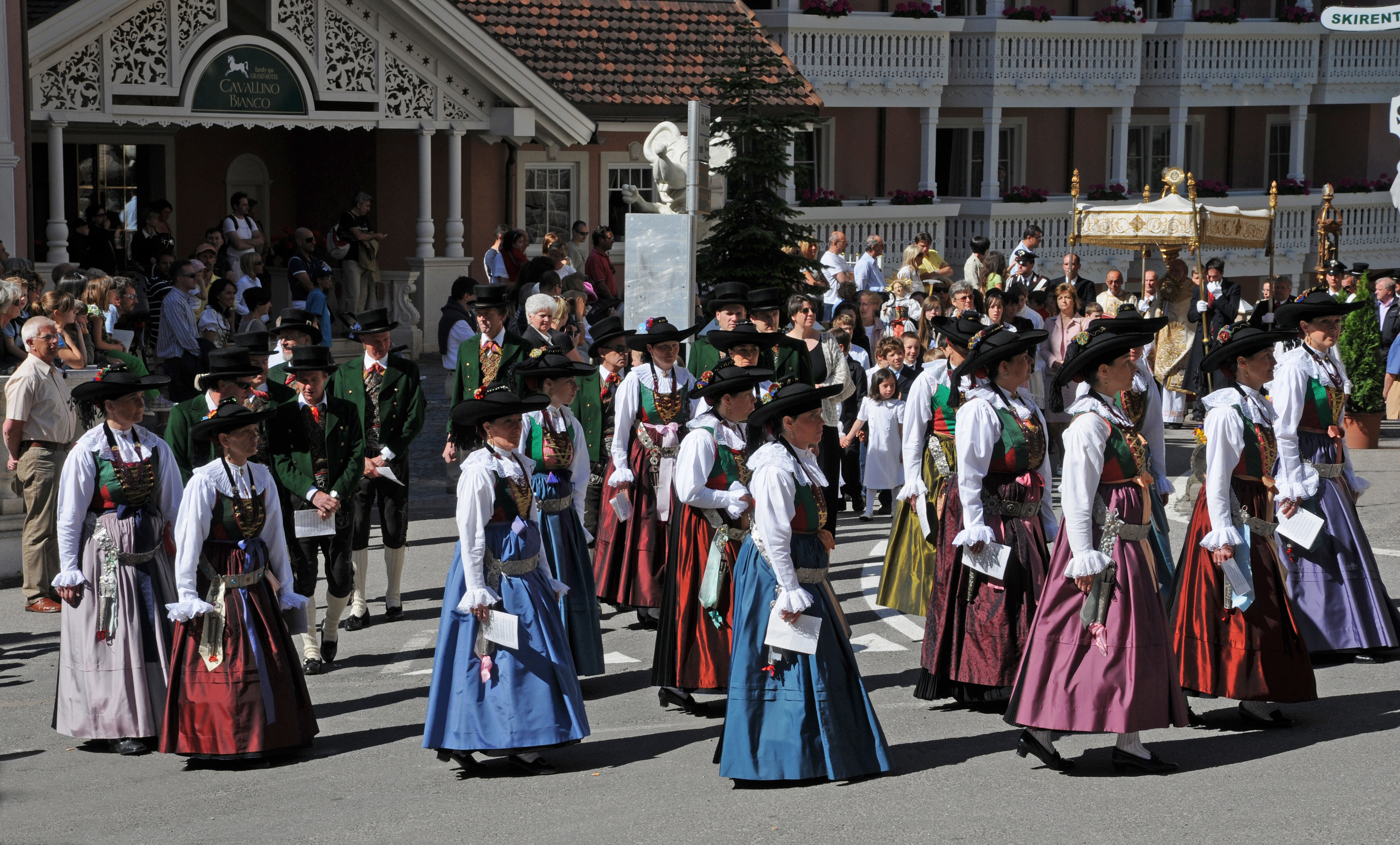
Der Kirchenchor der Pfarrkirche St. Ulrich in Gröden bei der Fronleichnamsprozession

Ein Kirchenchor ist ein gemischter, gelegentlich auch ein gleichstimmiger Chor in Trägerschaft einer Kirchengemeinde. Die Sänger beteiligen sich in der Regel ehrenamtlich an der Kirchenmusik ihrer Gemeinde. Das Hauptaufgabengebiet der Kirchenchöre ist die musikalische Gestaltung der Gemeindegottesdienste. Neben der Mitgestaltung von Gottesdiensten mit Kirchenliedern, Motetten, Kantaten, Messen und anderer Chorliteratur werden oft auch geistliche Konzerte, zum Beispiel mit Oratorien, gegeben. Je nach Ausrichtung ist auch eine Bezeichnung als Kantorei (von lat. cantare „singen“), Motettenchor, Figuralchor oder Oratorienchor verbreitet. Die historische, organisatorische und musikalische Entwicklung von Kirchenchören ist konfessionsspezifisch unterschiedlich.

## Geschichte
Der Chorgesang in der Kirche wurde mit Ausnahme der Kalandbruderschaften bis zur Reformation vorwiegend von Klerikern, professionellen Sängern und Schülern (Alumnen) gepflegt. Nach der Reformation entstanden zusätzlich zahlreiche evangelische Kantoreien, die ehrenamtlich, vor allem in kleineren Städten, die kirchliche Chormusik aufführten.
Die Geschichte der neueren Kirchenchöre in Deutschland geht zu einem großen Teil auf die Singbewegung Anfang des 20. Jahrhunderts zurück.

## Leitung und Struktur
Die meisten Kirchenchöre sind fest an eine Kirchengemeinde angebunden, zumal die Chorleiter in Deutschland meistens bei der Kirchengemeinde angestellt sind und die Gemeinde üblicherweise den Sachkostenetat (Notenanschaffungen, Werbung, Solistenhonorare) übernimmt. Häufig sind die Leiter von Kirchenchören heute nebenamtliche Kirchenmusiker, bei den Kantoreien und Oratorienchören meist hauptberufliche Kantoren. In kleineren und freikirchlichen Gemeinden wird dieses Amt oft ehrenamtlich versehen.
Daneben sind viele Kirchenchöre intern in Vereinsstrukturen organisiert. Dies liegt zum einen an der geschichtlichen Entwicklung (siehe Gesangverein), zum anderen soll dadurch der Chorleiter in organisatorischen Belangen entlastet werden.

## Verbandsorganisationen

### Evangelische Kirchen
Viele Kirchenchöre sind den Landesverbänden der Kirchenchöre, die in allen evangelischen Landeskirchen Deutschlands bestehen, angeschlossen. Diese wiederum sind zum Chorverband in der Evangelischen Kirche in Deutschland (CEK) zusammengeschlossen. Dem Verband gehören auch die Chorwerke der Evangelischen Kirche Augsburgischen Bekenntnisses in Elsass-Lothringen und der Evangelischen Kirche Helvetischen Bekenntnisses in Österreich, der Christliche Sängerbund und der Evangelische Sängerbund an. Insgesamt vertritt der CEK nach eigenen Angaben 404.000 Sängerinnen und Sänger in etwa 21.000 Chören, worunter sich 98.500 Kinder und Jugendliche befinden. Anliegen ist die „Förderung des gottesdienstlichen Lebens und der Kirchenmusik“. Der Verband gibt Chorliteratur zum Evangelischen Gesangbuch sowie zu besonderen Anlässen heraus. Die Landesverbände organisieren Fortbildungen und Singwochen für Chorleiter und Sänger.
Die Chöre der Deutschschweizer reformierten Gemeinden sind im Schweizerischen Kirchengesangsbund (SKGB) organisiert.

### Römisch-Katholische Kirche
Die meisten Kirchenchöre der katholischen Kirche in den deutschsprachigen Ländern sind als Cäcilienverein Mitglied eines Diözesan-Cäcilienverbandes. Die Diözesan-Cäcilienverbände in Deutschland mit ihren Kirchenchören sind im Allgemeinen Cäcilien-Verband für Deutschland (ACV) mit Sitz in Regensburg zusammengefasst. Auch für die Schweiz und für Österreich gibt es jeweils einen Allgemeinen Cäcilien-Verband. Der ursprünglich gemeinsame Allgemeine Cäcilien-Verband wurde 1868 gegründet und erhielt 1870 von Papst Pius IX. die Approbation. Der deutsche Verband vertritt über 400.000 Sängerinnen und Sänger in über 16.000 Chören. Patronin der Chöre ist die Heilige und Märtyrerin Cäcilia von Rom, woher der Verband auch seinen Namen hat.

## Repertoire
Die Literatur von Kirchenchören ist entsprechend ihrer Aufgabenstellung auf einen liturgischen Kontext bezogen. Eine große Bedeutung haben Choral- oder Liedbearbeitungen, die im Wechsel (Alternatimpraxis) oder ergänzend zum Gemeindegesang gebracht werden. Ebenfalls gebräuchlich sind Motetten mit biblischem Inhalt und liturgische Gesänge, gelegentlich ganze Messen.
Vielfach singen Kirchenchöre a cappella. Aufführungen mit Orchester im gottesdienstlichen Rahmen sind eher auf katholischer Seite zu finden, bei evangelischen Kirchenchören oder Kantoreien eher als Konzert.
Aufgrund der Nachwuchsproblematik (vor allem in den Männerstimmen) verbreitet sich in den letzten Jahren immer mehr musikalische Gebrauchsliteratur. So gibt es zum Beispiel Choralsätze für die Besetzung Sopran/Alt/Männerstimme (SAMst), mittlerweile ist auch geistliche Literatur für Frauenchor (SSA) erhältlich. Verstärkt ist auch die Tendenz zu beobachten, nach anglikanischer Tradition anstatt eines Orchesters die Orgel als Begleitinstrument einzusetzen.

## Bilder

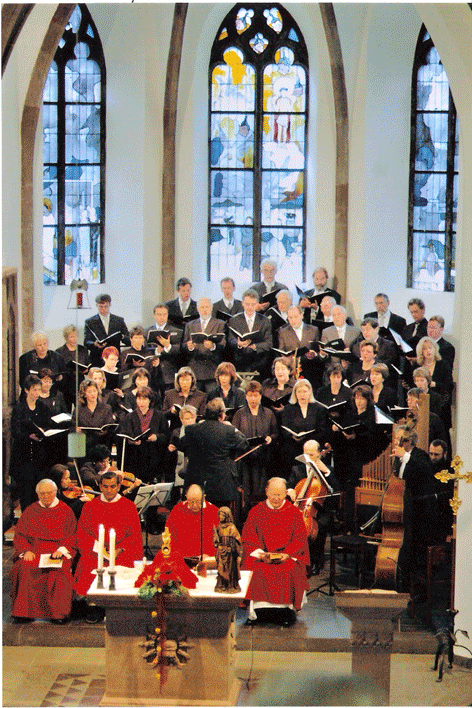
Kirchenchor beim Festgottesdienst
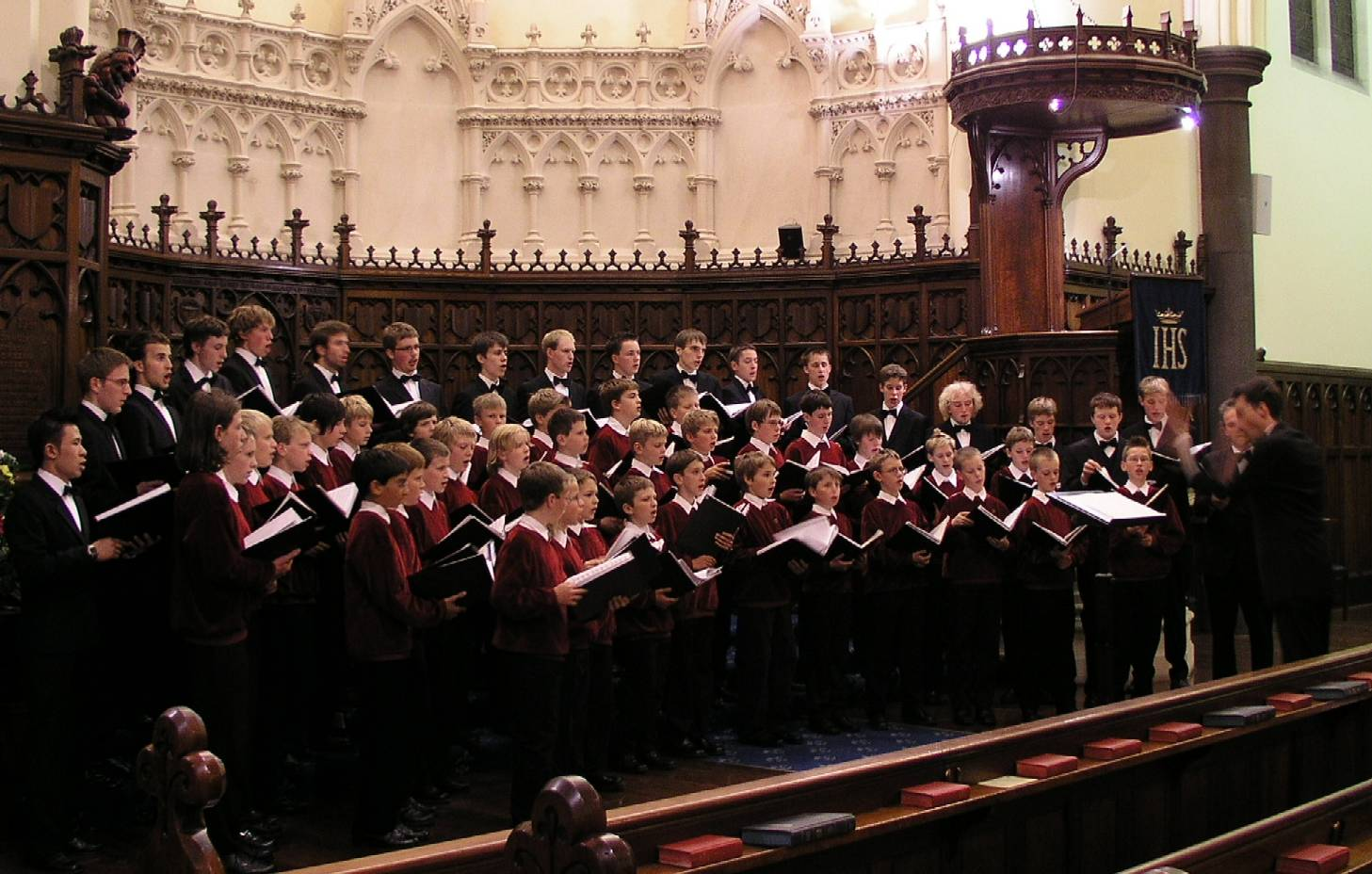
Knabenchor
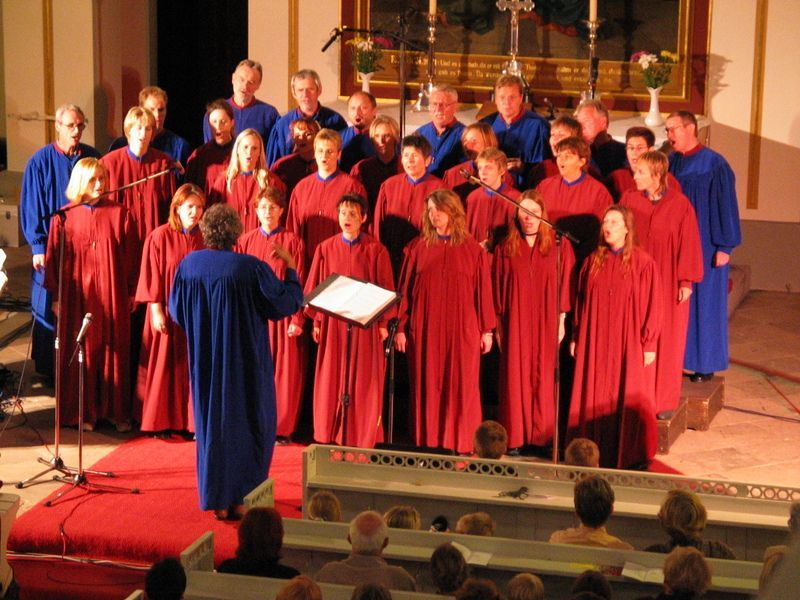
Gospelchor
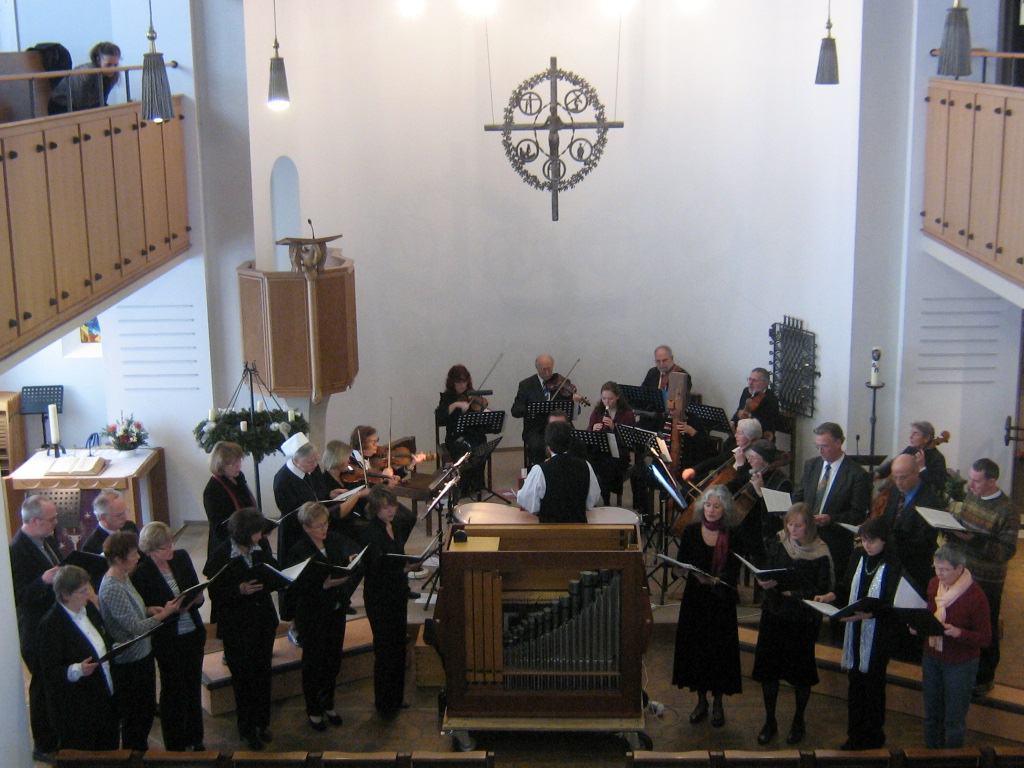
Integrative Kantorei
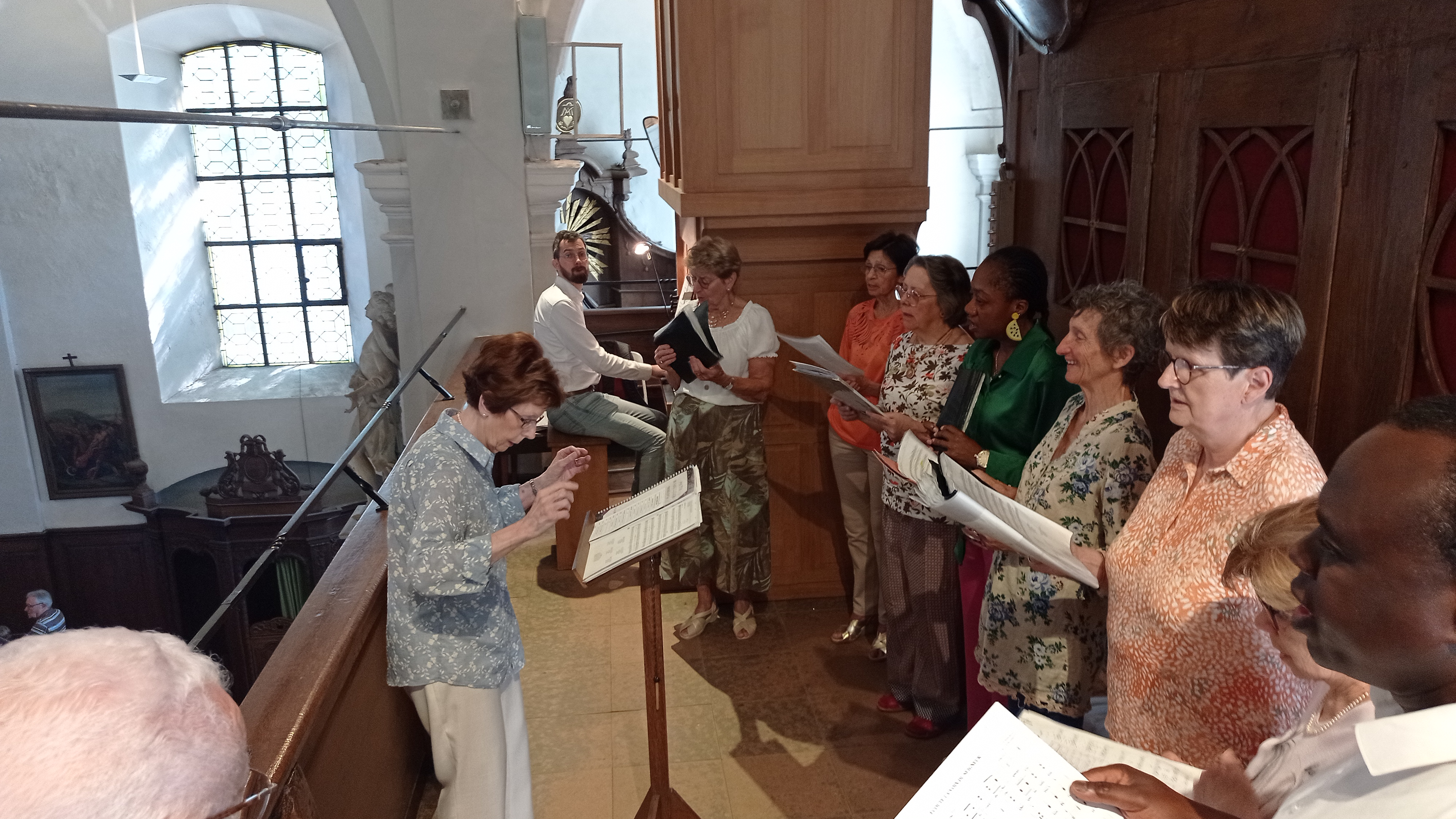
Kirchenchor auf der Empore während der Sonntagsmesse